# Пермский национальный исследовательский политехнический университет
Пе́рмский национа́льный иссле́довательский политехни́ческий университе́т (национальный исследовательский, прошлые названия: Пермский политехнический институт, Пермский государственный технический университет) — технический вуз Российской Федерации.

## История университета
Основан в 1960 году как Пермский политехнический институт (ППИ), в результате объединения Пермского горного института (организованного в 1953 году) с вечерним машиностроительным институтом.
В 1992 году ППИ в числе первых политехнических ВУЗов России получил статус технического университета.
С 1996 года в университете реализуют многоуровневую подготовку по программам высшего профессионального образования, в 1998 году состоялся первый выпуск магистров по направлениям «Металлургия», «Прикладная механика», «Защита окружающей среды».
В 2009 году вошёл в число 12 российских ВУЗов, получивших статус «национальный исследовательский университет», в качестве приоритетных направлений развития в рамках программы исследовательского университета определены: авиационное двигателестроение и газотурбинные технологии, добыча и переработка нефти, газа и полезных ископаемых, наноиндустрия и урбанистика.
В 2011 году переименован в Пермский национальный исследовательский политехнический университет (сокращённо — ПНИПУ).

## Рейтинги
В 2014 году агентство «Эксперт РА» включило ПНИПУ в список лучших высших учебных заведений Содружества независимых государств, где ему был присвоен рейтинговый класс «D».
В 2015 году проект «Социальный навигатор» медиагруппы «Россия сегодня» подготовил первый в России «Рейтинг востребованности ВУЗов в РФ-2015», в котором Пермский политех занял 7 место из 140 мест в списке самых востребованных инженерных ВУЗов России.
В 2019 году занял 701—800 место в международном рейтинге «Три миссии университетов» и в 2020 году — 48 место в рейтинге ВУЗов России по версии РАЭКС.
В 2020 году включён в рейтинг Times Higher Education — 1001+ место World University Rankings 2020, 101—200 место Impact Rankings: Decent work and economic growth 2020.
В 2022 году вуз вошёл в Международный рейтинг «Три миссии университета», где занял позицию в диапазоне 1101—1200. Также в 2022 году занял 58 место в рейтинге RAEX «100 лучших вузов России» и 70 место в рейтинге влиятельности вузов России (RAEX), 2022.
В предметных рейтингах RAEX Пермский национальный исследовательский политехнический университет входит в списки лучших вузов по 9 направлениям подготовки: строительство, энергетика, энергетическое машиностроение и электротехника, машиностроение и робототехника, химические технологии, нефтегазовое дело, технологии материалов, геология, авиационная и ракетно-космическая техника, биотехнологии и биоинженерия.

## Структура университета

### Руководство
- Ректор — Петроченков Антон Борисович, профессор, доцент, доктор технических наук;
- Президент — Петров Василий Юрьевич, профессор, доктор технических наук;
- Проректор по образовательной деятельности — Петроченков Антон Борисович, доцент, доктор технических наук;
- Проректор по организации научных исследований — Швейкин Алексей Игоревич, доцент, доктор физико-математических наук;
- Проректор по инновациям и разработкам — Трушников Дмитрий Николаевич, доктор технических наук;
- Проректор по приоритетным проектам — Волегов Павел Сергеевич, кандидат физико-математических наук;
- Проректор по молодёжной политике и информатизации — Труфанов Александр Николаевич, кандидат технических наук;
- Проректор по капитальному строительству и развитию имущественного комплекса — Орлов Борис Вениаминович[11].

### Факультеты и кафедры
- Аэрокосмический факультет — кафедры «Авиационные двигатели», «Дизайн, графика и начертательная геометрия», «Механика композиционных материалов и конструкций», «Проектирование и производство автоматических машин», «Ракетно-космическая техника и энергетические системы», «Технология полимерных материалов и порохов», «Экспериментальная механика и конструкционное материаловедение»[12]
- Горно-нефтяной факультет — кафедры «Безопасность жизнедеятельности», «Геология нефти и газа», «Горная электромеханика», «Маркшейдерское дело, геодезия и геоинформационные системы», «Нефтегазовые технологии», «Разработка месторождений полезных ископаемых»[13]
- Гуманитарный факультет — кафедры «Государственное управление и история», «Иностранные языки и связи с общественностью», «Иностранные языки, лингвистика и перевод», «Менеджмент и маркетинг», «Социология и политология», «Физическая культура», «Философия и право», «Экономика и управление промышленным производством», «Экономика и финансы»[14]
- Механико-технологический факультет — кафедры «Автомобили и технологические машины», «Инновационные технологии машиностроения», «Металловедение, термическая и лазерная обработка металлов», «Сварочное производство, метрология и технология материалов»[15]
- Строительный факультет — кафедры «Автомобильные дороги и мосты», «Архитектура и урбанистика», «Строительное производство и геотехника», «Строительные конструкции и вычислительная механика», «Строительный инжиниринг и материаловедение», «Теплоснабжение, вентиляция и водоснабжение, водоотведение»[16]
- Факультет прикладной математики и механики — кафедры «Высшая математика», «Вычислительная математика и механика», «Динамика и прочность машин», «Математическое моделирование систем и процессов», «Общая физика», «Прикладная математика», «Прикладная физика», «Вычислительная математика, механика и биомеханика (ВММБ)»[17]
- Факультет химических технологий, промышленной экологии и биотехнологий — кафедры «Оборудование и автоматизация химических производств», «Охрана окружающей среды», «Химические технологии», «Химия и биотехнология»[18]
- Электротехнический факультет — кафедры «Автоматика и телемеханика», «Информационные технологии и автоматизированные системы», «Конструирование и технологии в электротехнике», «Микропроцессорные средства автоматизации», «Электротехника и электромеханика»[19]
- Факультет повышения квалификации преподавателей[20]
- Факультет иностранных студентов[21]
- Факультет подготовки кадров высшей квалификации[22]

### Центры
- Научный центр порошкового материаловедения ПНИПУ
- Опытно-конструкторское бюро «ТЕМП» при ПНИПУ
- Инженерный центр прикладной механики
- Центр трансфера технологий
- Инновационный образовательный центр
- Центр управления качеством образования
- Региональный инновационный центр

### Институты
- Институт безопасности труда, производства и человека
- Институт нефти и газа
- Институт авиационного двигателестроения и газотурбинных технологий
- Институт фундаментальных исследований
- Институт непрерывного образования
- Институт калия
- Институт фотоники и оптоэлектронного приборостроения
- Институт непрерывного образования (ИНО)
- Институт фундаментальных исследований (ИФИ)
- Центр высокопроизводительных вычислительных систем, в котором установлен суперкомпьютер мощности 3 Тфлопс, входивший в TOP50 СНГ с 2008 по 2010 год[23]

### Филиалы ПНИПУ
- Березниковский филиал ПНИПУ
- Когалымский филиал ПНИПУ
- Лысьвенский филиал ПНИПУ
- Чайковский филиал ПНИПУ

## Виды деятельности

### Учебный процесс
В настоящее время[уточнить] в ВУЗе ежегодно обучаются более 20 тысяч студентов, более 700 аспирантов и докторантов. Ежегодно университет выпускает свыше 4.500 специалистов с высшим образованием. За 60 лет университет подготовил более 130 тыс. специалистов с высшим образованием. Ежегодно от 10 % до 12 % поступивших учатся по заказу оборонно-промышленного комплекса и региональному заказу.
В составе университета 9 факультетов, 57 кафедр, более 50 центров дополнительного профессионального образования, факультет подготовки кадров высшей квалификации, факультет повышения квалификации преподавателей, центр довузовской подготовки и другие подразделения образовательной инфраструктуры.
В ВУЗе реализуют программы по 36 направлениям бакалавриата, 8 специальностям, осуществляют обучение по 29 направлениям подготовки магистров и 25 направлениям подготовки аспирантов. Кроме того, выбраны следующие приоритеты развития науки и индустрии в Пермском крае:
- разработка авиадвигателей нового поколения (ПД-35, ПД-14);
- диверсификация машиностроения и рост экспортного потенциала;
- добыча трудно извлекаемых запасов;
- техногенная безопасность Верхнекамского месторождения калийных солей;
- внедрение цифровых технологий в медицину.

В аспирантуре университета обучают 610 аспирантов по 66 научным специальностям. В докторантуре университета проходят подготовку более 30 докторантов. Ежегодно в аспирантуру принимают около 200 человек, в том числе по целевому приёму для предприятий оборонно-промышленного комплекса. 

### Научно-исследовательская деятельность
Подготовку кандидатов и докторов наук осуществляют по 66 научным специальностям аспирантуры и 5 научным специальностям докторантуры. В университете работает 6 советов по присуждению учёных степеней доктора и кандидата наук, в которых ежегодно защищают около 10 докторских и 60 кандидатских диссертаций.
В ВУЗе сложились и действуют более 30 научных школ, в том числе:
- «Авиационные двигатели и газотурбинные технологии» (член-корр. РАН А. А. Иноземцев)
- «Механика конструкций» (акад. В. П. Матвеенко)
- «Энергомашиностроение» (член-корр. РАН М. И. Соколовский)
- «Газодинамические процессы» (д.т. н. В. Г. Августинович)
- «Механика композиционных материалов и конструкций» (д.ф.-м.н. Ю. В. Соколкин)
- «Биомеханика» (д.т. н. Ю. И. Няшин)
- «Математическое моделирование физико-механических процессов» (д.ф.-м.н. П. В. Трусов)
- «Функционально-дифференциальные уравнения» (д.ф.-м.н. А. Р. Абдуллаев)
- «Автоматика в технических системах» (д.т. н. А. А. Южаков)
- «Технология и комплексная механизация подземной разработки месторождений полезных ископаемых» (член-корр. РАН А. Е. Красноштейн)
- «Прогнозирование нефтегазоносности территорий» (д.г.-м.н. В. И. Галкин)
- «Комплексное решение проблем охраны окружающей среды, использования отходов и вторичного сырья в промышленности» (д.м.н. Я. И. Вайсман)
- «Технологические жидкости для бурения, крепления и ремонта скважин в отложениях водорастворимых солей» (проф. Г. М. Толкачев)

## Печатные издания университета
- Российский журнал биомеханики, международный журнал, входящий в список ВАК и РИНЦ
- Вестник «Социально-экономические науки»
- Вестник «Геология. Нефтегазовое и горное дело»
- Вестник «Электротехника. Информационные технологии. Системы управления»
- Вестник «Химическая технология и биотехнология»
- Вестник «Прикладная математика и механика»
- Вестник «Машиностроение. Материаловедение»
- Вестник «Культура. История. Философия. Право»
- Вестник «Проблемы языкознания и педагогики»
- Вестник «Аэрокосмическая техника»
- Вестник «Строительство и архитектура»
- Вестник «Механика»
- Вестник «Охрана окружающей среды. Транспорт. Безопасность жизнедеятельности»
- Вестник «Урбанистика»
- Журнал «Master’s Journal» («Журнал магистров») — входит в проект «Российский индекс научного цитирования» (РИНЦ)

## Студенческий городок
Студенческий городок находится в микрорайоне "Комплекс ПНИПУ", расположенном в правобережной части Ленинского района города.